# Tadeusz Mścisław Dymowski

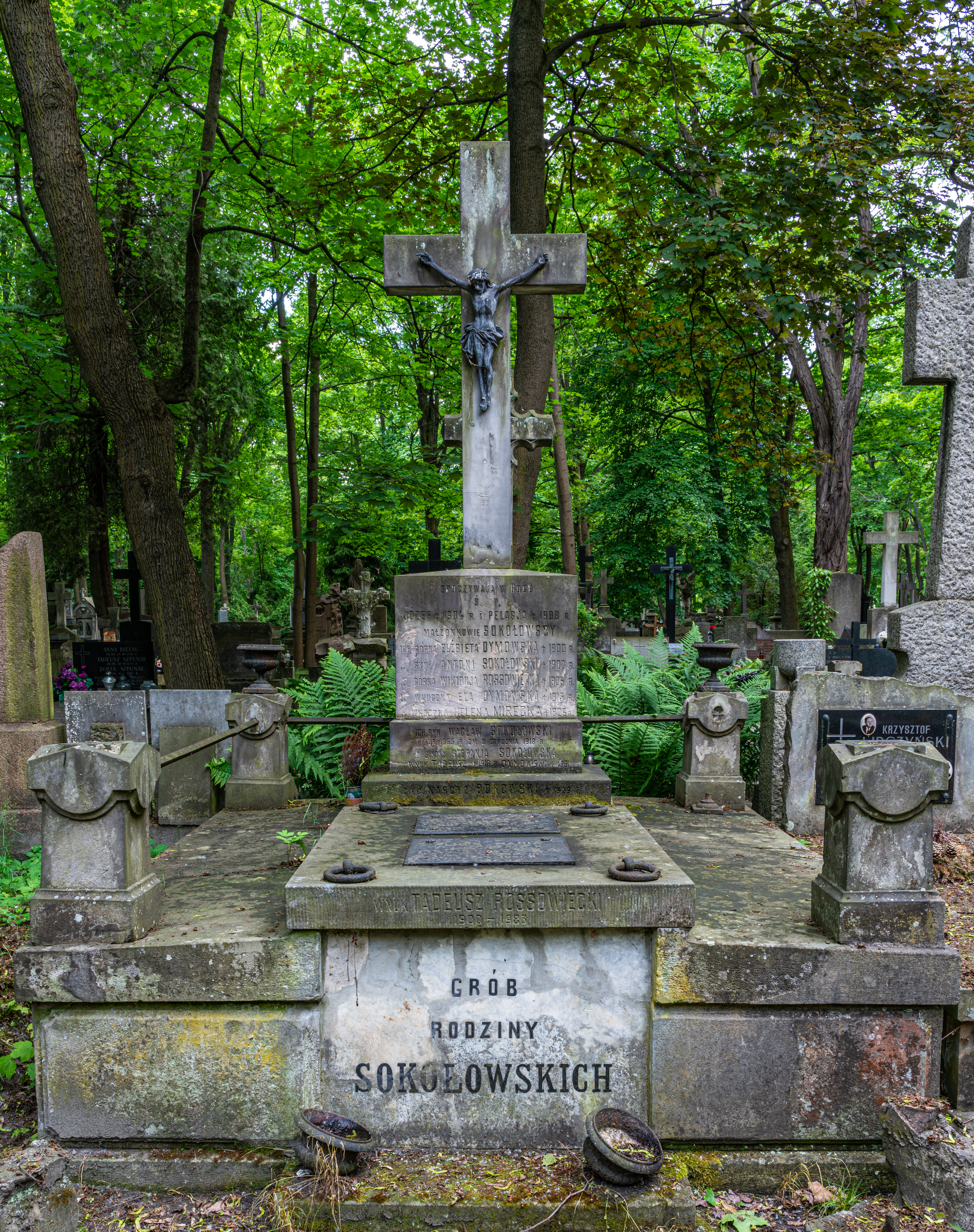
Grób Tadeusza Mścisława Dymowskiego na cmentarzu Powązkowskim

Tadeusz Mścisław Dymowski (ur. 25 marca 1885 w Nowym Dworze, zm. 27 kwietnia 1961 w Warszawie) – polski ekonomista, polityk narodowy i chadecki, poseł na Sejm Ustawodawczy oraz I kadencji w latach 1919–1927.

## Życiorys
W 1902 ukończył szkołę realną w Warszawie. Później studiował na tamtejszej politechnice i w Wyższej Szkole Handlowej. Później rozpoczął studia za granicą, w 1914 obronił pracę doktorską. Od 1916 był wykładowcą na WSH. Był twórcą kilku prac ekonomicznych.
Od listopada 1918 do stycznia 1919 komendant (kapitan straży) IV rejonu Straży Narodowej. Jeden ze współorganizatorów próby zamachu stanu przeprowadzonej przez płk. Mariana Januszajtisa w nocy z 4 na 5 stycznia 1919. W latach 1919–1927 członek rady miasta Warszawy, a od 1919 do 1927 poseł na Sejm. Od września 1919 w Klubie Zjednoczenia Mieszczańskiego. Do Sejmu wszedł z listy Chrześcijańskiego Związku Jedności Narodowej. W maju 1920 przeszedł do Chrześcijańsko-Narodowego Stronnictwa Pracy. W 1927, po zakończeniu kadencji Sejmu i wygaśnięciu immunitetu parlamentarnego, aresztowany pod zarzutem popełnienia nadużyć bankowych. Wkrótce został jednak zwolniony.
Przewodniczący Ligi Konsumentów, członek Towarzystwa Statystyków i Ekonomistów Polskich. W latach 1928–1930 administrator Towarzystwa Wydawców Gazeta Niedzielna. Od 1930 wydawca miesięcznika „Biblioteka Wiedzy Powszechnej”.
Po rozpoczęciu się II wojny światowej wyjechał do Wilna, a po zajęciu ziem polskich przez Niemców, ewakuował się na Litwę. Tam w Kownie w czerwcu 1940 aresztowali go Rosjanie i wywieźli w głąb Związku Radzieckiego. Uwolniony w 1941, wyjechał z ZSRR razem z armią gen. Andersa.
Od 1942 do 1947 wykładał w szkołach junackich w Palestynie. Od 1947 w Wielkiej Brytanii, skąd w październiku 1948 wrócił do Polski. Tam od 1949 do 1955 pracował jako główny księgowy Spółdzielni Wydawniczej „Czytelnik”, później (lata 1955–1958) był głównym księgowym w Wydawnictwach Sportowych i Turystycznych.
Pochowany na cmentarzu Stare Powązki w Warszawie (kwatera 83-5-18,19).